# 玉村町
玉村町（たまむらまち）は、群馬県南部にある佐波郡に属する町。佐波郡に属する唯一の自治体である。近世には日光例幣使街道が整備され玉村宿や五料宿が置かれた。
群馬県南部の諸地域と同様に、冬は「からっ風」（空っ風）と呼ばれる強い北風の影響により寒く、夏は暑い。

## 地理
群馬県南部に位置し、南を烏川で画され、町の北部を利根川が、町の中央を滝川が流れる。全域が平野部であるが、南部の烏川流域が沖積低地であるのに対し、北部の利根川流域は洪積台地である。町の中心地はかつて例幣使街道の宿場町であった大字下新田である。人口は県内の町村としては大泉町に次ぐ。

### 町内を流れる主な河川
- 利根川、烏川、滝川、藤川

### 隣接する自治体
- 群馬県
  - 前橋市
  - 高崎市
  - 伊勢崎市
  - 藤岡市
- 埼玉県
  - 本庄市
  - 児玉郡上里町
  - ※ただし両市町とも、直接行き来できる橋や渡船等は存在しない

## 歴史

### 町村制施行当時の町村
- 佐波郡
  - 旧・那波郡
    - 玉村町 ← 下新田村、福島村、南玉村、上飯島村、上之手村、角淵村および西群馬郡上新田村、与六分村、斎田村
    - 芝根村 ← 下之宮村、箱石村、川井村、沼之上村、飯倉村、小泉村、後箇村、上茂木村、下茂木村
    - 上陽村 ← 山王村、中内村、東善養寺村、西善村、飯塚村、藤川村、樋越村、上福島村
- 群馬郡
  - 旧・西群馬郡
    - 滝川村 ← 上滝村、下滝村、滝村、西横手村、中島村、宿横手村、下斎田村、宇貫村、八幡原村、板井村

### 沿革
町村制施行前
玉村町域において「ムラ」造りが始まったのは4世紀初頭のことである。玉村町では143基の古墳が確認されており、形態や副葬品から大和政権との繋がりが指摘されている。律令制のもとでは那波郡佐味郷と鞘田郷が置かれており、12世紀に入ると寄進地系荘園・玉村御厨が成立、伊勢神宮に寄進されている。鎌倉時代に入ると玉村御厨の荘官玉村氏が上野国の守護安達氏のもとで活躍した。室町幕府のもとで関東管領に就任した上杉氏が上野国の守護となったがその勢力が衰えると、北条氏康・上杉謙信・武田信玄の間で上野の領有が争われるようになり、それら勢力の境にあった玉村も戦乱に揺れることとなった。100年にも及んだ戦乱によって江戸開幕の頃には大いに荒廃した。代官伊奈忠次によって「代官掘」の呼ばれる用水路が引かれ、「新田」と呼ばれる集落が中心部に作られた。その後、玉村八幡宮を境にして「上新田村」・「下新田村」の二つの村ができた。江戸時代を通して、玉村宿・五料宿という2つの宿場町が栄えた。沼之上村（現玉村町五料）では天明期に、「卯の泥押」（1783年）、「午の満水」（1786年）と呼ばれる洪水により、壊滅的な被害を受けたこともあった。
玉村町（初代）
- 1889年（明治22年）4月1日 - 市制町村制施行
  - 那波郡南玉村、福島村、上飯島村、上之手村、角淵村、下新田村、西群馬郡上新田村、与六分村、斎田村の合併により那波郡玉村町が誕生した。町役場は大字下新田430に置かれる。
  - 那波郡川井村、下之宮村、箱石村、沼之上村、飯倉村、小泉村、後箇村、上茂木村、下茂木村が合併し、那波郡芝根村となる。
  - 那波郡藤川村、飯塚村、上福島村、山王村、西善村、中内村、東善養寺村が合併し、那波郡上陽村となる。
- 1896年（明治29年）4月1日 - 郡合併に伴い、玉村町・芝根村・上陽村、佐波郡に所属。

玉村町（2代目）
- 1955年（昭和30年）4月20日 - 玉村町と芝根村とが合併し町名を玉村町とする。

玉村町（3代目）
- 1957年（昭和32年）
  - 8月1日 - 玉村町と上陽村とが合併し町名を玉村町とする。群南村の大字宇貫、八幡原の一部を編入。
  - 10月15日 - 群南村板井を編入。
- 1960年（昭和35年）4月1日 - 大字西善、山王、中内、東善が前橋市に編入（境界変更）。
- 1976年（昭和51年）4月1日 - 大字五料の一部を伊勢崎市に編入（境界変更）。

町名の由来は、「龍の玉伝説」が満福寺に伝わるが、語源としては利根川や烏川などの「水が溜まり易い場所」であったことに由来すると思われる。

## 人口
| |                                        |  |
| 玉村町と全国の年齢別人口分布（2005年） | 玉村町の年齢・男女別人口分布（2005年） |  |
| ■紫色 ― 玉村町 ■緑色 ― 日本全国 | ■青色 ― 男性 ■赤色 ― 女性              |  |
| 玉村町（に相当する地域）の人口の推移 \| 1970年（昭和45年） \| 12,992人 \| \| \| 1975年（昭和50年） \| 14,667人 \| \| \| 1980年（昭和55年） \| 17,643人 \| \| \| 1985年（昭和60年） \| 20,494人 \| \| \| 1990年（平成2年） \| 24,423人 \| \| \| 1995年（平成7年） \| 34,244人 \| \| \| 2000年（平成12年） \| 37,522人 \| \| \| 2005年（平成17年） \| 38,168人 \| \| \| 2010年（平成22年） \| 37,536人 \| \| \| 2015年（平成27年） \| 36,654人 \| \| \| 2020年（令和2年） \| 36,054人 \| \| |                                        |  |
| 総務省統計局 国勢調査より |                                        |  |
| 1970年（昭和45年） | 12,992人                               |  |
| 1975年（昭和50年） | 14,667人                               |  |
| 1980年（昭和55年） | 17,643人                               |  |
| 1985年（昭和60年） | 20,494人                               |  |
| 1990年（平成2年） | 24,423人                               |  |
| 1995年（平成7年） | 34,244人                               |  |
| 2000年（平成12年） | 37,522人                               |  |
| 2005年（平成17年） | 38,168人                               |  |
| 2010年（平成22年） | 37,536人                               |  |
| 2015年（平成27年） | 36,654人                               |  |
| 2020年（令和2年） | 36,054人                               |  |

## 行政・立法
- 町長：石川眞男（2020年2月1日就任、1期目）

### 行政機関

#### 警察
- 伊勢崎警察署
  - 玉村町交番

#### 消防
- 伊勢崎市消防本部
  - 玉村消防署

### 県議会
- 選挙区：佐波郡選挙区
- 定数：1名
- 任期：2023年（令和5年）4月30日 - 2027年（令和9年）4月29日[6]

| 議員名 | 会派名     | 備考 |
| ------ | ---------- | ---- |
| 井田泉 | 自由民主党 |      |

### 衆議院
- 任期 ： 2024年（令和6年）10月27日 - 2028年（令和10年）10月26日（「第50回衆議院議員総選挙」参照）

| 選挙区                                            | 議員名   | 党派名     | 当選回数 | 備考   |
| ------------------------------------------------- | -------- | ---------- | -------- | ------ |
| 群馬県第2区（玉村町、伊勢崎市、桐生市、みどり市） | 井野俊郎 | 自由民主党 | 5        | 選挙区 |

## 経済

### 産業
- 主な産業

以前は養蚕が盛んであった。
- 産業人口
  - 第一次産業 877人(5.1%)
  - 第二次産業 6,957人(40.2%)
  - 第三次産業 9,490人(54.8%)

#### 工業
- 大黒食品工業本社・工場
- 大塚食品群馬工場
- 東部工業団地
  - マックス玉村工場
  - 太陽誘電玉村工場
  - 関東精密溶断
  - 冬木工業玉村工場
  - 三重重工業群馬工場
  - 三協部品玉村工場
  - 王子チヨダコンテナー高崎工場（旧・高崎三興段ボール）
  - 群南製作所本社工場

#### 商業
- スーパーマーケット
  - とりせん玉村店
  - フレッセイ玉村店
  - アバンセ玉村店
- ホームセンター
  - カインズホーム玉村店

#### 金融
- 銀行
  - 群馬銀行玉村支店
  - 東和銀行玉村支店
- 信用金庫
  - 桐生信用金庫玉村支店、玉村東支店
  - 高崎信用金庫玉村支店
  - アイオー信用金庫玉村支店
- 信用組合
  - かみつけ信用組合玉村支店
- 農業協同組合
  - 佐波伊勢崎農業協同組合たまむら支店

## 地域

### 町内の大字
玉村地区
- 南玉
- 福島
- 上飯島
- 上之手
- 角淵
- 下新田
- 上新田
- 与六分
- 斉田
- 板井
- 宇貫
- 八幡原

芝根地区
- 川井
- 下之宮
- 箱石
- 五料（沼之上から改称）
- 飯倉
- 小泉
- 五箇
- 上茂木
- 下茂木

上陽地区
- 藤川
- 飯塚
- 上福島
- 樋越

#### 廃止された大字
- 西善（前橋市に編入）
- 山王（同上）
- 中内（同上）
- 東善（同上）

### 医療
- 角田病院

## 教育

### 大学
- 群馬県立女子大学

### 高等学校

#### 県立
- 群馬県立玉村高等学校

### 中学校

#### 町立
- 玉村町立玉村中学校
- 玉村町立南中学校

### 小学校

#### 公立
- 玉村町立玉村小学校
- 玉村町立芝根小学校
- 玉村町立上陽小学校
- 玉村町立中央小学校
- 玉村町立南小学校

#### 私立
- フェリーチェ玉村国際小学校※2015年4月1日開校

## 郵政
- 玉村郵便局
- 芝根郵便局
- 玉村上福島簡易郵便局
- 角淵簡易郵便局

## 文化
文化施設
- 玉村町立図書館
- 玉村町文化センター

運動施設
- 北部公園サッカー場
- 総合運動公園
- 社会体育館
- 東部運動場
- B&G海洋センター
- 烏川河川運動場
- グラウンドゴルフ場

## 交通
- 隣接市町村への連絡 - 福島橋、玉村大橋、五料橋、岩倉橋、伊勢玉大橋

### 鉄道路線
町内に鉄道は敷かれておらず、最寄りの駅は、烏川を挟んで南に隣接する高崎市新町地区のJR東日本高崎線新町駅である。

### 道路
- 高速自動車道
  - 関越自動車道：高崎玉村スマートIC（ETC搭載車両のみ利用可。）
  - その他、関越自動車道高崎IC、北関東自動車道前橋南IC、上信越自動車道藤岡ICが町域から比較的近い。
- 一般国道
  - 国道354号
- 県道（主要地方道）
  - 群馬県道11号前橋玉村線
  - 群馬県道24号高崎伊勢崎線（両崎線）
  - 群馬県道40号藤岡大胡線
- サイクリングロード
  - 群馬県道401号高崎伊勢崎自転車道線
- 道の駅
  - 玉村宿

### バス
- 永井バス
- 群馬中央バス

## 地域放送
- エフエム玉村（コミュニティ放送局）

## 名所・旧跡・観光スポット・祭事・催事

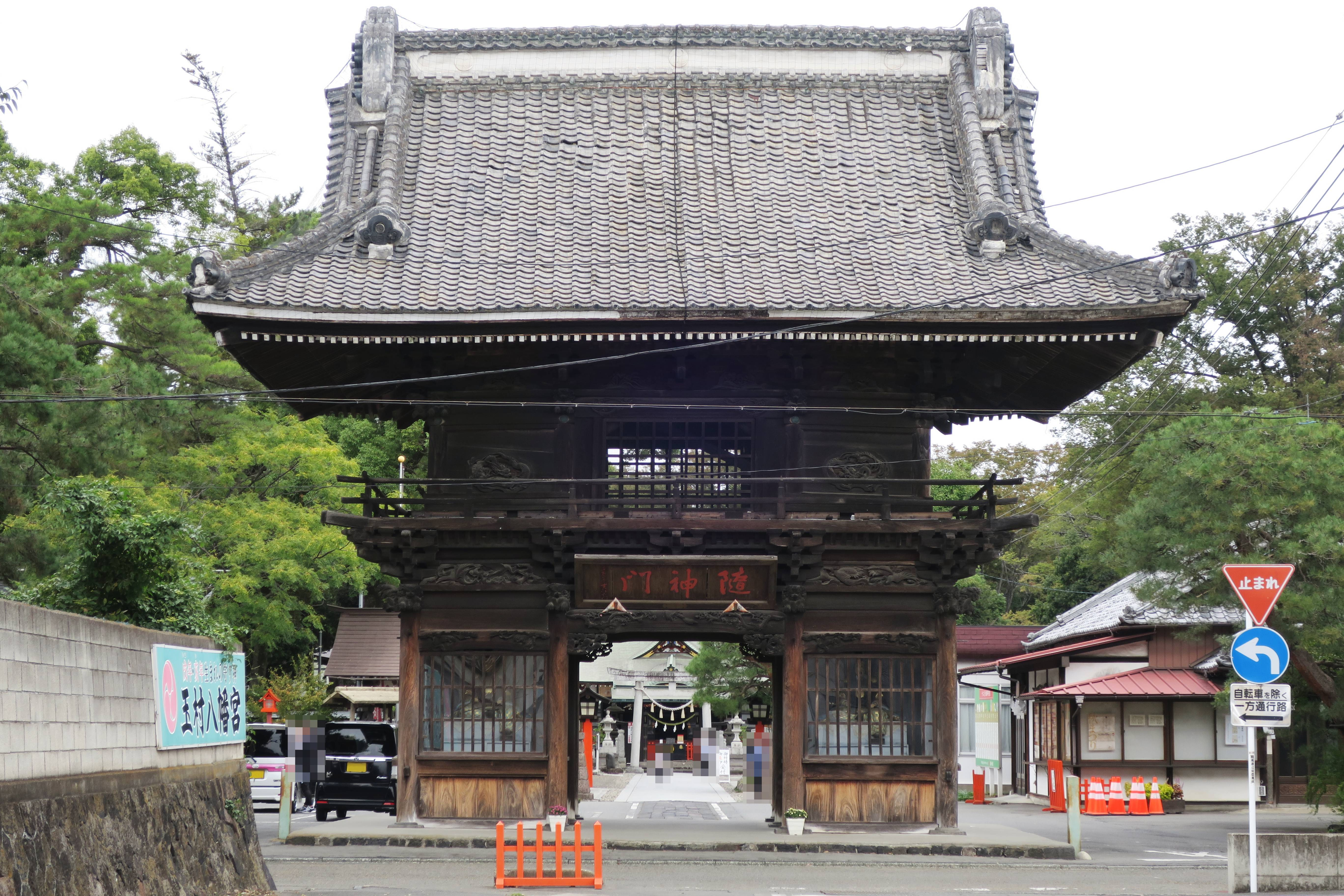
玉村八幡宮・随神門

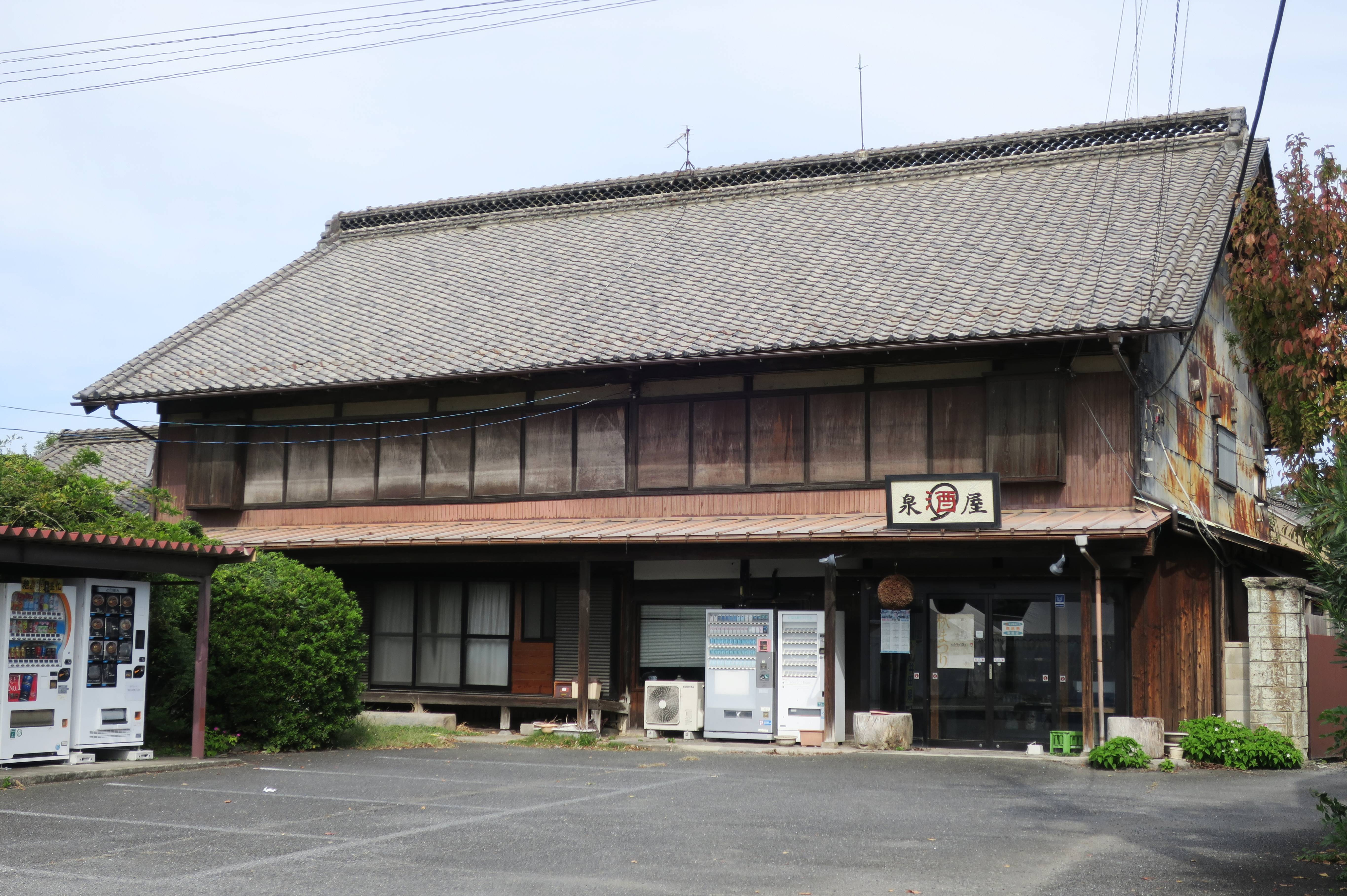
井田酒造・泉屋

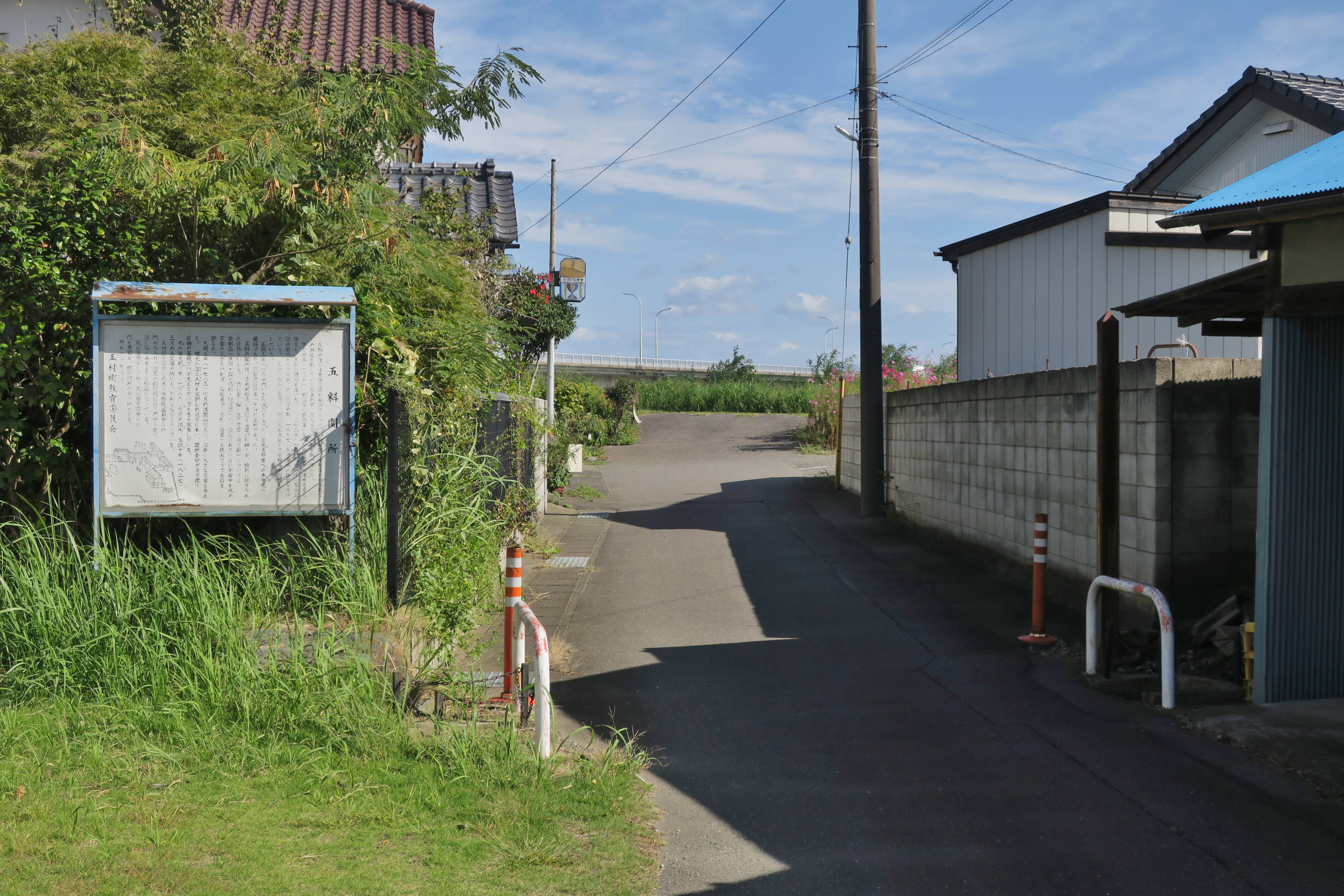
五料関所跡

### 寺社
- 玉村八幡宮[7]
  - 八幡山遍照院（偏照院）神楽寺 – 天台宗。玉村八幡宮の神宮寺・別当寺[8]
- 玉龍山満福寺 – 新義真言宗[9]
- 宝蔵寺
- 観音寺
- 光琳寺
- 花台寺
- 普門寺
- 養命寺
- 常楽寺
- 慈思寺
- 東栄寺
- 法道寺
- 観照寺
- 岩崎山 西光寺
- 称念寺[10]
- 樋越神明宮の春鍬祭 : 2002年2月12日に国の重要無形民俗文化財に指定された

### 古墳
- 古墳: 軍配山、梨木山

### その他
- 五料関所跡
- 県営玉村ゴルフ場

## 著名な出身者
- 井田金七 - 群馬県多額納税者、酒造業（1932年11月23日没）
- 武士桑風 - 書家（2008年12月17日没）
- 高橋二三 - 脚本家（2015年5月5日没）
- 石川眞男 - 玉村町長
- 加藤勇二 - お笑い芸人、侍スライス
- 宮下兼史鷹 - お笑い芸人、宮下草薙
- 川辺優紀子 - 女優